# Memoriał Jana Ciszewskiego 1985
Memoriał im. Jana Ciszewskiego 1985 – 3. edycja turnieju żużlowego poświęconego pamięci znanego polskiego komentatora sportowego Jana Ciszewskiego, który odbył się 22 lipca 1985 roku. Turniej wygrał Piotr Pyszny.

## Wyniki
- Stadion Miejski (Rybnik), 22 lipca 1985
- Sędzia: Stanisław Skowron

| Msc. | Zawodnik               | Klub            | Pkt  |             |  |
| ---- | ---------------------- | --------------- | ---- | ----------- |  |
| 1    | Piotr Pyszny           | Rybnik          | 15   | (3,3,3,3,3) |  |
| 2    | Bronisław Klimowicz    | Rybnik          | 13   | (3,3,3,2,2) |  |
| 3    | Mirosław Berliński     | Gdańsk          | 12+3 | (3,2,3,3,1) |  |
| 4    | Antoni Skupień         | Rybnik          | 12+2 | (1,3,2,3,3) |  |
| 5    | Henny Kroeze           | Holandia        | 10   | (3,3,2,1,1) |  |
| 6    | János Balogh           | Węgry           | 10   | (2,1,2,2,3) |  |
| 7    | Jan Krzystyniak        | Zielona Góra    | 9    | (2,0,3,2,2) |  |
| 8    | Adam Pawliczek         | Rybnik          | 6    | (0,1,1,1,3) |  |
| 9    | Jerzy Rembas           | Gorzów Wlkp.    | 6    | (2,2,d,2,0) |  |
| 10   | Julian Parr            | Wielka Brytania | 5    | (0,2,1,0,2) |  |
| 11   | Bogusław Nowak         | Tarnów          | 4    | (2,1,1,0,0) |  |
| 12   | Mirosław Korbel        | Rybnik          | 4    | (0,0,2,1,1) |  |
| 13   | Piotr Żyto             | Gdańsk          | 4    | (1,2,d,0,1) |  |
| 14   | József Petrikovics     | Węgry           | 4    | (1,1,1,1,0) |  |
| 15   | Stefan Żeromski        | Zielona Góra    | 1    | (1,d,0,0,0) |  |
| 16   | Zenon Kasprzak         | Leszno          | 0    | (0,d,0)     |  |
|      | rez. Eugeniusz Skupień | Rybnik          |      | (0,3,2)     |  |